# Президентские выборы в Непале (2018)
Президентские выборы в Непале проходили 13 марта 2018 года. В соответствии с новым избирательным законом (по Конституции Непала) после парламентских выборов 2017 года была сформирована коллегия выборщиков. Президентские выборы прошли через 3 года после предыдущих, хотя президентский срок составлял 5 лет. Президент Непала избирался коллегией выборщиков, состоящей из членов федерального парламента и провинциальных собраний. Общее количество выборщиков было 880, из них у 331 члена федерального парламента было 79 голосов, а у 549 членов провинциальных советов — 48. В выборах участвовало 862 депутата (явка составила 97,95 %).

## Результаты
| Кандидат                | Голосов выборщиков | %       |
| ----------------------- | ------------------ | ------- |
| Бидхья Деви Бхандари    | 39 275             | 74,81 % |
| Кумари Лакшми Раи       | 11 730             | 22,34 % |
| Недействительные/пустые | 1 496              | 2,85 %  |
| Источник:               |                    |         |